# Virginitate

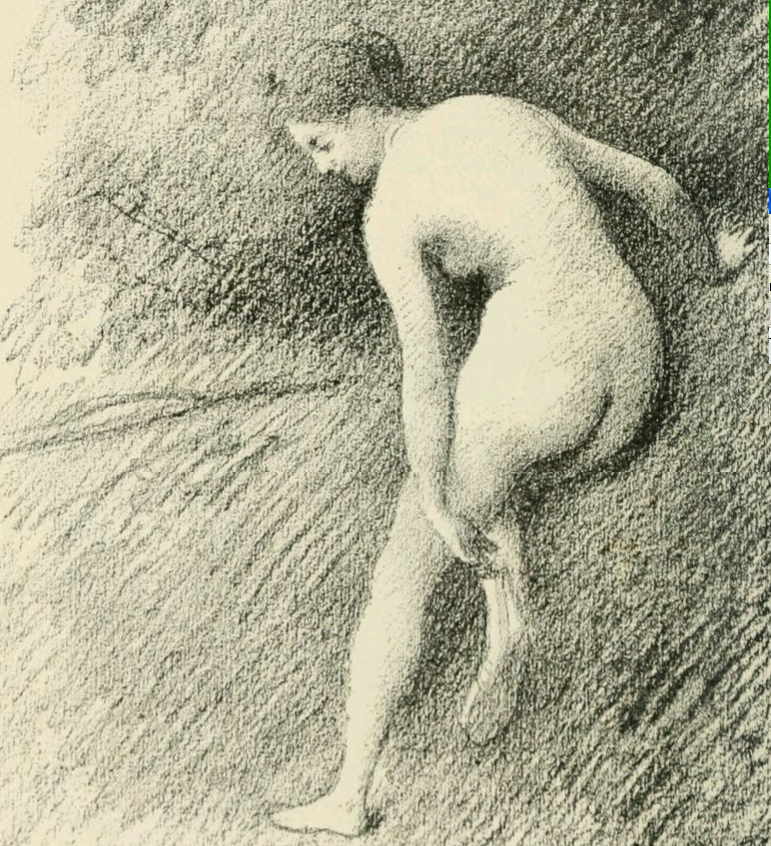
Zeița Artemis, simbol al virginității în mitologia greacă

Virginitatea (din latina virginitas = virginitate, de la virgo, virginis = fecioară) este starea unei femei sau a unui bărbat care nu a avut niciodată relații sexuale. În principiu semnul virginității la femeie este cazul în care himenul (membrana flexibilă situată între vagin și vulvă) este intact și nedilatabil. Cu toate acestea, acest semn nu este absolut, având în vedere capacitatea mare a himenului de a se destinde fără a se rupe. În cazurile de viol presupus, descrierea integrității himenului face parte din constatarea medicală.  În literatură, virginitatea este întâlnită și sub numele de castitate, feciorie,  vergurie, cinste, fetie, pudoare.  Pierderea virginității se numește deflorare sau dezvirginare.
În cazul multor tradiții culturale și religioase această stare are o semnificație specială și este prețuită, mai ales în cazul femeilor nemăritate, virginitatea fiind asociată cu puritate, onoare și valoare.

## Etimologie
Cuvântul se trage din latinescul virgo.

## În cultură
Film
- 1976 Virginitate (Come una rosa al naso), regia Franco Rossi

## Religie

### Hinduism
In opiniile hinduse, virginitatea este cea mai importanta "calitate" pe care o femeie trebuie sa o detina inainte casatoriei.  Pe aceiasi latura se merge si catre partea masculina, insa nu este atat de drastica. 
Din punct de vedere religios, nasterea miraculoasa dintr-o virgina mai este regasita in Hinduism (avatarul Krisna care a venit din Zeul Vishnu), 

### Budism
Buddha a aparut mai intai in visul mamei sale, care a visat un elefant care o intepa cu 6 coarne in lateral;" Buddha s-a impregnat singur in pantecul mamei sale."

### Iudaism
Trecutul sexual al unui bărbat nu era problematic, deci nu exista o cerință de virginitate pentru bărbați. În Biblia ebraică nu sunt interzise contactele sexuale premaritale sau extramaritale ale bărbaților, cu excepția adulterului, adică a face sex cu soția altui bărbat. Michael Coogan afirmă că relațiile sexuale premaritale ale femeilor erau „descurajate”, dar Biblia are un cuvânt pentru fiii femeilor nemăritate, adică le era permis să nască astfel de fii, deși ei erau destinați unui rol social inferior.

### În Grecia și Roma
La păgâni religia nu se preocupa cu moralitatea. Adică păgânii aveau moralitate, dar ea nu era bazată pe religie.

### Creștinism
Conform lui Coogan, Apostolul Pavel condamna sexul extramarital din temeri apocaliptice (el credea că lumea se va sfârși curând). Isus nu spune nimic despre asta, cu excepția reglementării divorțului dintre un bărbat și una din nevestele sale, lucru care nu are de-a face cu sexul premarital sau extramarital. Coogan folosește acolo singularul („nevastă”), dar nu afirmă că un bărbat putea avea o singură nevastă, deoarece Isus discuta acolo Legea lui Moise, care permite poligamia.

#### Virginitatea Mariei
Sfântul Pavel credea că Sfântul Iosif l-a conceput pe Isus, „Iosif «nu a cunoscut-o pe» Maria «până când ea a dat naștere unui fiu»” (ea nu a rămas virgină, conform Sfântului Matei).

## Medicină și biologie
Studiile cercetătorilor arată că persoanele care au ales celibatul pentru o durată foarte mare (30-40 de ani), ajung să sufere din pricina problemelor psihologice și corporale ce se succed acestui aspect.